# Asedio de Azua
El asedio de Azua fue un cerco militar ocurrido durante la Semana Santa del año 1849, en el trascurso del Triduo Pascual —Jueves 5, Viernes 6 y Sábado 7 de abril—, cuando Azua fue sitiada por tropas haitianas de Faustino Soulouque. Este episodio constituyó la mayor derrota sufrida por el Ejército Libertador de la República Dominicana durante la guerra de independencia dominicana.
Desde noviembre de 1848, el jefe de Estado dominicano, Manuel Jimenes, había previsto la necesidad de organizar la defensa militar de la ciudad de Azua ante una posible ofensiva haitiana. Incluso barajó la posibilidad de encabezar personalmente la defensa, pero finalmente se retiró a Santo Domingo por motivos políticos ajenos al frente de batalla.
Cuando la ofensiva haitiana comenzó el 5 de abril de 1849, las tropas dominicanas se defendieron en Azua, pero el ánimo de los soldados no era suficiente. Al término del tercer día, los defensores abandonaron la plaza y los sitiadores tomaron la ciudad. Esta derrota expuso la debilidad del Poder Ejecutivo de la República Dominicana y confirmó los temores del Congreso, que días antes había otorgado al general Pedro Santana el mando supremo del Ejército del Sur, dada su experiencia en la batalla del 19 de marzo.
Bajo el mando de Santana, las fuerzas dominicanas se reagruparon pronto y vencieron a los haitianos en la batalla de Las Carreras, pocos días después, recuperando el honor perdido en Azua.

## Antecedentes

### Preparativos haitianos

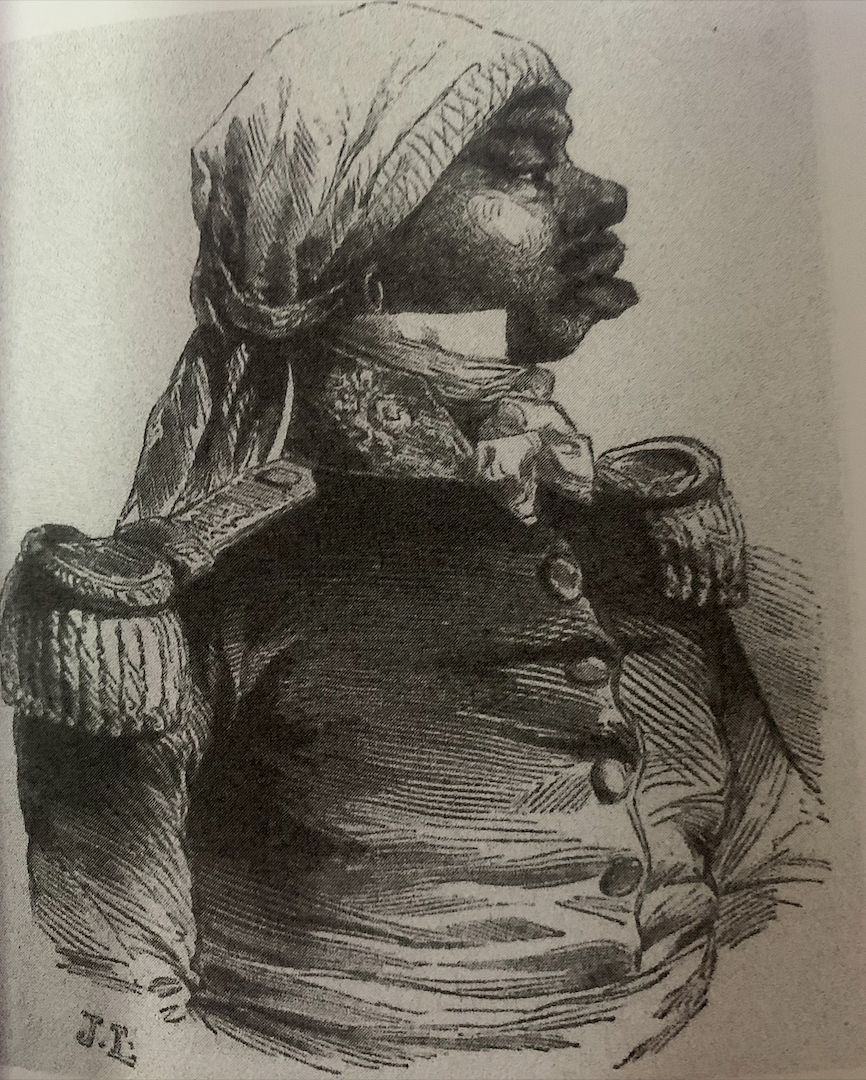
Faustino Soulouque, dictador haitiano.

Tras la muerte del presidente haitiano Jean-Baptiste Riché, en febrero de 1847, el Parlamento de Haití —dominado por legisladores mulatos— eligió como sucesor al general Faustino Soulouque, un militar negro de origen mandinga que había nacido esclavo. Los políticos mulatos creían que, debido a su analfabetismo y escasa formación, sería un gobernante dócil y fácil de manipular. Sin embargo, esas expectativas se desvanecieron rápidamente.
Una vez en el poder, Faustino Soulouque destituyó a los ministros mulatos, instauró una dictadura militar y reprimió con brutalidad cualquier oposición. Muy pronto delineó su propio proyecto político: reconquistar el territorio dominicano, que Haití había ocupado entre 1822 y 1844.
Tras sofocar un motín en la ciudad de Puerto Príncipe —ordenando su represión a los generales Alexandre Souffrant, Bellegarde y Maximilien— y perpetrar una masacre en abril de 1848 contra sus principales adversarios, tanto en la capital como en el sur del país, Soulouque dirigió su atención hacia los dominicanos, a quienes llamaba los «mulatos del Este». Antes, no obstante, enfrentaría un revés diplomático.
El 22 de mayo de 1848, la corona británica nombró cónsul en la ciudad de Santo Domingo al geógrafo y explorador alemán Robert Hermann Schomburgk. Meses después, el 22 de octubre de ese mismo año, en París, Francia, fue suscrito el tratado domínico-francés de 1848. Por parte de Francia lo suscribió el ministro de Exteriores Jules Bastide; por la República Dominicana, lo hicieron Pedro Antonio Bobea, el coronel Buenaventura Báez y el general Juan Esteban Aybar, mediante el cual se reconocía formalmente la independencia dominicana.
Desde la masacre de Puerto Príncipe, el gobierno francés había tomado distancia de Haití. El reconocimiento suscitó la protesta diplomática de Beaubrun Ardouin, embajador haitiano en Francia, quien arremetió contra el tratado para ganar tiempo mientras su país preparaba una invasión.
A pesar de este revés, el dictador haitiano encontró una oportunidad favorable. En la República Dominicana, el general de división Pedro Santana había presentado su renuncia a la presidencia el 4 de agosto de 1848. El general Pedro Santana, elegido en 1844 por el Congreso Constituyente de San Cristóbal como primer presidente de la República, gozaba de un gran prestigio y poder, lo que le permitía contener enemigos. Sin embargo, cansado de las intrigas políticas, agobiado por los problemas económicos y aquejado por continuos quebrantos de salud, decidió dimitir.
El Congreso de la República intentó disuadirlo, advirtiendo que su retiro fortalecería las aspiraciones de Haití de atacar nuevamente. En su mensaje, el Congreso le recordaba: «Aún no hemos cesado de combatir constantemente con el enemigo [Haití]... y esos mismos enemigos... no dejarían de prevalerse de esta oportunidad para redoblar sus esfuerzos... Por otra parte, prevé el Congreso que la separación de Vd. del poder... podría turbar la tranquilidad pública... y cree el Congreso que el que tantos sacrificios heroicos ha hecho... continuará desempeñando la confianza que la Nación hizo de él... por el bien de la Patria».
Bajo el mandato presidencial de Pedro Santana, las victorias dominicanas en Cachimán, La Estrelleta y Beller habían mantenido a los haitianos a raya. Desde la caída de Jean-Louis Pierrot y la llegada del general Riché, habían pasado casi dos años sin que Haití se atreviera a atacar.
Sin embargo, al enterarse de su renuncia, Soulouque lo vio como una ventaja decisiva para su nueva invasión.
Siguiendo órdenes del Poder Ejecutivo haitiano, el general Louis Hardy partió de la ciudad de San Gabriel de las Caobas el 6 de noviembre de 1848 a las nueve de la mañana, al mando de los regimientos 10.º y 33.º, acompañados de caballería y artillería. 
Al llegar a Puerto Príncipe, Louis Hardy prosiguió su marcha el 7 de noviembre de 1848 por rutas poco transitadas, eludiendo destacamentos militares dominicanos. 
El 8 de noviembre de 1848, a las ocho de la mañana, entró en la villa de Las Matas de Farfán. Allí capturó por sorpresa al jefe militar local, el general dominicano Valentín Alcántara —quien, sorprendido, se dejó arrestar— junto a los capitanes Juan Bautista Tejada y José Cayetano Ricardo, el médico Francisco Pimentel y 14 soldados más. 
Se apoderó además de dos cañones, 27 cajas de municiones y un número similar de fusiles. Luego, lanzó una proclama para tranquilizar la población, Hardy se retiró con armas y 18 prisioneros. Regresó a San Gabriel de las Caobas el 12 de noviembre sin encontrar muchos obstáculos. 
El 15 de noviembre, los oficiales dominicanos fueron conducidos como prisioneros a Puerto Príncipe, donde fueron tratados con cortesía. El 29 de noviembre quedaron libres los subalternos, que volvieron a Las Matas de Farfán, y al día siguiente los oficiales embarcaron en el vapor francés Phoque rumbo a Santo Domingo. Mientras tanto, el 24 de ese mismo mes, Soulouque dirigió un extenso manifiesto a los dominicanos en el que los exhortaba a rendirse y reincorporarse a Haití, prometiendo respetar la propiedad privada, la religión católica y las costumbres locales. Al mismo tiempo, acusaba al gobierno dominicano de querer restaurar la esclavitud: 

“Derecho tengo de creer que mi llamamiento será atendido. Quién puede oponerse a nuestra reconciliación? ¡Únicamente los traidores! Ellos nunca han tenido más que una idea: restablecer el odioso régimen a que se puso término en 1822... No mencionaré más que uno o dos hechos. Sus agentes secretos recorriendo la América y la Europa en busca de un protectorado... Su conducta con los infelices esclavos de Puerto Rico asilados en Santo Domingo después de 1844, que habían resuelto entregar a sus amos y que sólo escaparon a la horca que les aguardaba, por la protección del general Mora. Para levantar otra vez el edificio añejo, aquellos traidores llamaron en auxilio suyo la perfidia y el engaño; y es lo que explica el nombramiento de Santana... Bastante tiempo estuvieron adulando aquel fantasma de presidente...; luego se dispusieron a derrocarlo. El general Santana ha renunciado el poder; pero su retiro no hace sino agravar la crisis actual. Los partidos se han levantado, los bandos ya en presencia... Bastante sangre se ha derramado ya. ¡Vivid en paz! Y luego, santificando vuestra reconciliación con la reconciliación con vuestros hermanos de Occidente, venid a darnos el abrazo fraternal... Cuento con que mi esperanza no quedará ilusa.. En todo caso, yo he jurado mantener la integridad de Haití... y cumpliré mi juramento...”

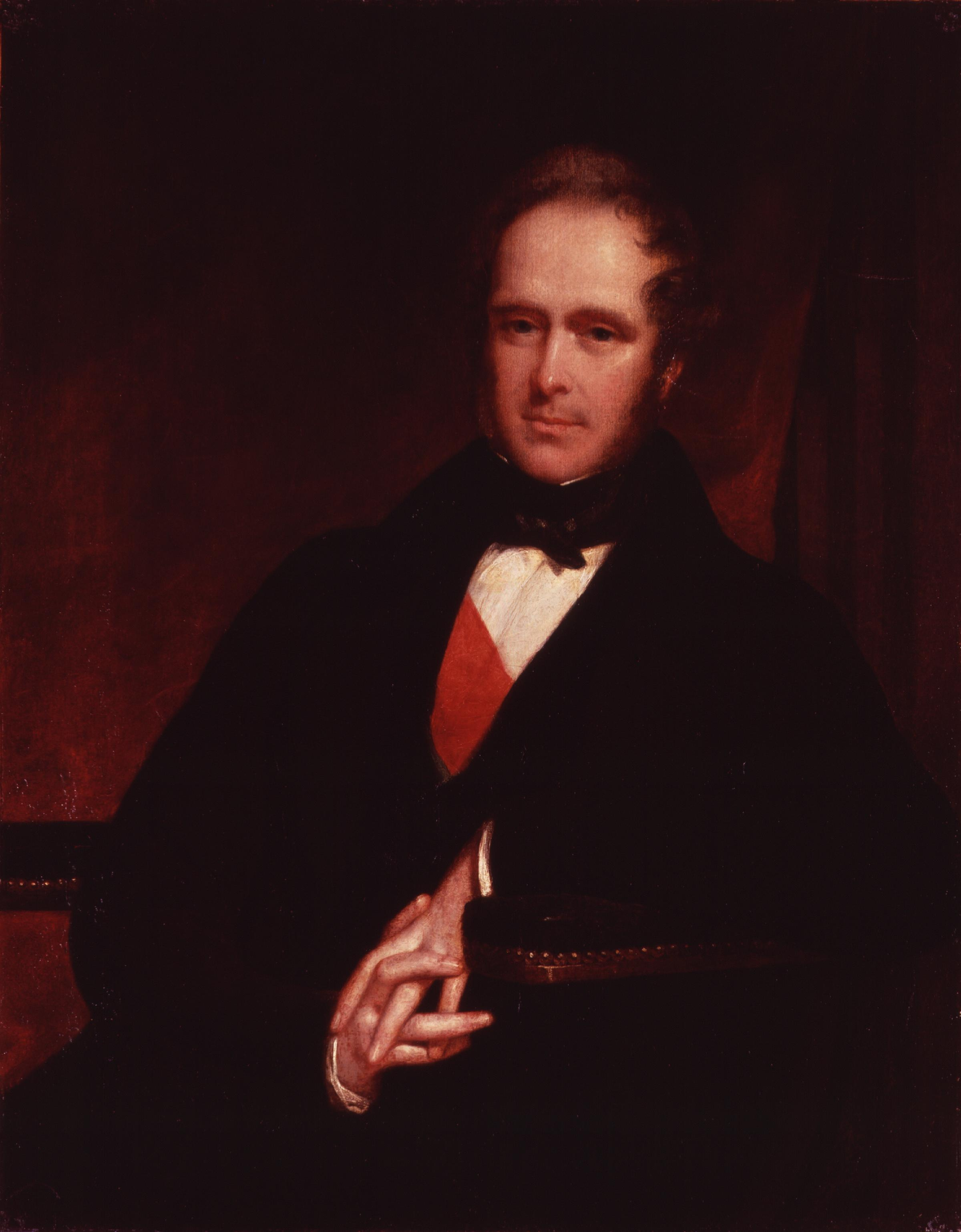
Lord Palmerston, secretario de Relaciones Exteriores británico.

A todo este asunto, buscó el gobierno británico del primer ministro John Russell frenar toda clase de iniciativa de invasión haitiana a la República Dominicana.
El 13 de diciembre de 1848, Henry John Temple —más conocido como lord Palmerston—, entonces secretario de Relaciones Exteriores británico, escribió al cónsul general del Reino Unido de Gran Bretaña e Irlanda en Haití, Thomas Neville Ussher, para que persuadiera a Soulouque. Aquí se vería el primer antecedente de las Potencias Mediadoras, que en distintos momentos intervendrían diplomáticamente en la guerra de independencia dominicana, brindando respaldo internacional a la joven república.
En aquel tiempo, quien mandaba en la República Dominicana era el presidente Manuel Jimenes, hombre de pocas luces en el arte de gobernar, que se dedicaba en cuerpo y alma a ser gallero, a tal punto que el Congreso Nacional le enviaba leyes a la gallera para que las promulgara. A sabiendas de que el expresidente Santana, aunque retirado del poder, conservaba gran prestigio sobre los mandos militares, el general Jimenes optó por debilitar a las Fuerzas Armadas, especialmente la infantería de línea.
En los últimos meses de 1848, Jimenes entendió que Haití planeaba invadir nuevamente la República Dominicana. El 17 de diciembre de 1848, amparado en los poderes extraordinarios que el Congreso le había otorgado dos meses antes, decretó la movilización de la Guardia Cívica, compuesta por todos los dominicanos varones de entre 12 y 60 años, salvo los físicamente incapaces. Quien rehusara al llamado podía ser catalogado enemigo de la patria y expulsado en un plazo de 48 horas.

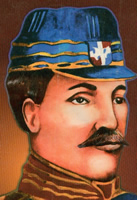
Antonio Duvergé.

Al día siguiente, el presidente dirigió una proclama al pueblo y al ejército, buscando endurecer el espíritu de resistencia. Al mismo tiempo, el general de división Antonio Duvergé (jefe del Ejército del Sur y gobernador militar de la provincia de Azua) dirigió una proclama —en francés y español— a los haitianos, acusando a su líder de crueldad y advirtiendo que solo encontrarían muerte y derrota si invadían la República Dominicana: «Nada tenéis que ganar si no es fatigas, pérdida de vuestro trabajo que abandonais [sic], miserias, necesidades, quebrantos y una muerte segura que reservamos los valientes dominicanos en la boca de nuestros fusiles, en la punta de nuestras lanzas, y los filos de nuestros machetes».
Pero, contradictoriamente, mientras arengaba al pueblo y alertaba sobre los movimientos enemigos, Jimenes accedió a un canje de prisioneros con Soulouque, gestionado por el cónsul general de Francia en Haití, Jean-François-Maxime Raybaud. El 23 de enero de 1849, 160 haitianos detenidos en Santo Domingo desde 1844 fueron trasladados a Jacmel (Haití), justo cuando Soulouque finalizaba los preparativos para lanzar una ofensiva a gran escala.

### Fase inicial de la ofensiva
El 1 de febrero de 1849, tres divisiones haitianas, que habían ocupado posiciones avanzadas en suelo dominicano, se presentaron en villa de Las Matas, localidad de la frontera entre Haití y la República Dominicana. Las fuerzas dominicanas, al mando del general Antonio Duvergé, respondieron con artillería y sostuvieron el combate desde las ocho de la mañana hasta las tres de la tarde, momento en que los haitianos se retiraron. Tras esta acción, no hubo nuevos ataques durante un mes.
El 5 de marzo de 1849, el Ministerio de Guerra y Marina de la República Dominicana, dirigido por el general Román Franco Bidó, instruyó al gobernador militar de la provincia de Santiago, sugiriéndole recurrir al arma más accesible del campesinado dominicano: el machete. Tal recomendación dejaba entrever la gravedad de la situación y la necesidad de preparación ante lo que se aproximaba.
Sin embargo, a inicios de marzo Haití organizó una nueva ofensiva de grandes proporciones. Tropas procedentes de Trou-du-Nord, Grande-Rivière-du-Nord y el Fuerte Libertad se concentraron en Juana Méndez.
El mismo 5 de marzo, el presidente Faustino Soulouque llegó allí con 8 000 soldados, acompañado de sus más conspicuos generales: Fabre Geffrard, Paul Decayette, Castor y Deléze. La columna principal, formada por 5 000 soldados de los departamentos del Oeste, Sur y Artibonito, marchó por la ciudad de Las Caobas y Mirebalais; mientras tanto, el general Bobo avanzaba con las fuerzas del departamento Norte desde Cabo Haitiano por Hincha y Bánica. En suma, una fuerza colosal de 18 000 hombres.
Desde su cuartel general en Las Caobas, el 8 de marzo, Soulouque lanzó una proclama meliflua dirigida a los dominicanos, envuelta en un tono conciliador. Prometía paz, respeto a propiedades, costumbres y religión si aceptaban volver al dominio haitiano, aunque advertía que serían considerados enemigos quienes rechazaran su “generosa” oferta.

“¡Conciudadanos del Este! Yo vengo en persona a exhortaros a la reconciliación y a la paz... Somos de la misma raza... No podemos tener más que una sola patria. Habéis sufrido mucho, lo sé. ¡Pero después que os desprendisteis de Haití, han disminuido vuestros sufrimientos! Os prometo que vuestros puestos, vuestras propiedades, vuestros usos, vuestras costumbres, vuestra religión que es también la nuestra, serán respetados. El ejército que me acompaña по es un ejército enemigo... Vuestros enemigos son los que persistan en desoír mi llamamiento...”

El primer enfrentamiento importante de esta ofensiva tuvo lugar en Las Matas, sede del cuartel general del Ejército del Sur. El 14 de marzo, Soulouque ordenó el avance de sus tropas, que atravesaron sin resistencia varias posiciones dominicanas.
El 18, al llegar al llano de El Cajuil, su vanguardia derrotó a una avanzada dominicana y él dispuso sus divisiones en orden de batalla: los generales Tomás Héctor y Jean François Jeannot a la derecha, los generales Casimir Vincent y Louis Michel a la izquierda, y el general Geffrard al centro.

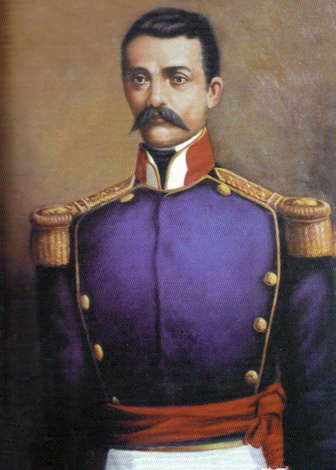
Ramón Matías Mella.

Ante el avance haitiano, los generales dominicanos decidieron evacuar Las Matas, defendida por unos 3 000 hombres. Entre sus jefes se encontraban los generales Antonio Duvergé, Ramón Matías Mella —reintegrado al Ejército tras el Decreto de amnistía de 1848 dado por el presidente Manuel Jimenes—, Remigio del Castillo y Alcántara, este último figura polémica por sus vínculos rumoreados con Haití tras ser liberado como prisionero en noviembre de 1848.
Durante la retirada, las tropas dominicanas se toparon en El Rodeo con fuerzas haitianas de Bobo, que buscaban cortar la comunicación con la villa de San Juan de la Maguana. El 19 de marzo, se libró un combate en Cañada Honda, desde las diez de la mañana hasta que terminó al mediodía con la llegada de las divisiones de Casimir Vincent y Louis Michel.
Los dominicanos intentaron resistir en Sabana Pajonal, pero la superioridad numérica haitiana los obligó a replegarse hasta las orillas del río Yaque del Sur, perdiendo tres cañones. Allí se reagruparon las fuerzas de Alcántara y Ramón Matías Mella.
Ese mismo día, Geffrard, Tomás Héctor y Jean François Jeannot ocuparon Las Matas, y Soulouque hizo su entrada triunfal a las cuatro de la tarde. La caballería de la Guardia Nacional de Las Caobas persiguió a los dominicanos en retirada, y las divisiones de Bobo, Casimir Vincent y Louis Michel regresaron a Las Matas.
Tras revisar sus tropas y las defensas del lugar, Soulouque marchó hacia San Juan de la Maguana, donde llegó el 20 de marzo. La villa ya había sido evacuada por los dominicanos. Una columna dirigida por el general Remigio del Castillo tomó el camino de Constanza y los demás, con Alcántara y Ramón Mella, se dirigieron a la ciudad de Compostela de Azua.
En la villa de San Juan, Soulouque sofocó un motín del regimiento 10.º de Mirebalais, que se negaba a continuar la campaña. Permaneció allí hasta el 29 de marzo. El día 30, una avanzada dominicana de 60 hombres intentó frenar el cruce del río Yaque del Sur, pero fue repelida por Jeannot.

El 1 de abril de 1849, Domingo de Ramos, arrancando la Semana Santa, este general enfrentó a un regimiento dominicano atrincherado en Las Tablas, a unos 45 kilómetros al oeste de Compostela de Azua, logrando hacerlos retroceder, aunque a costa de bajas.

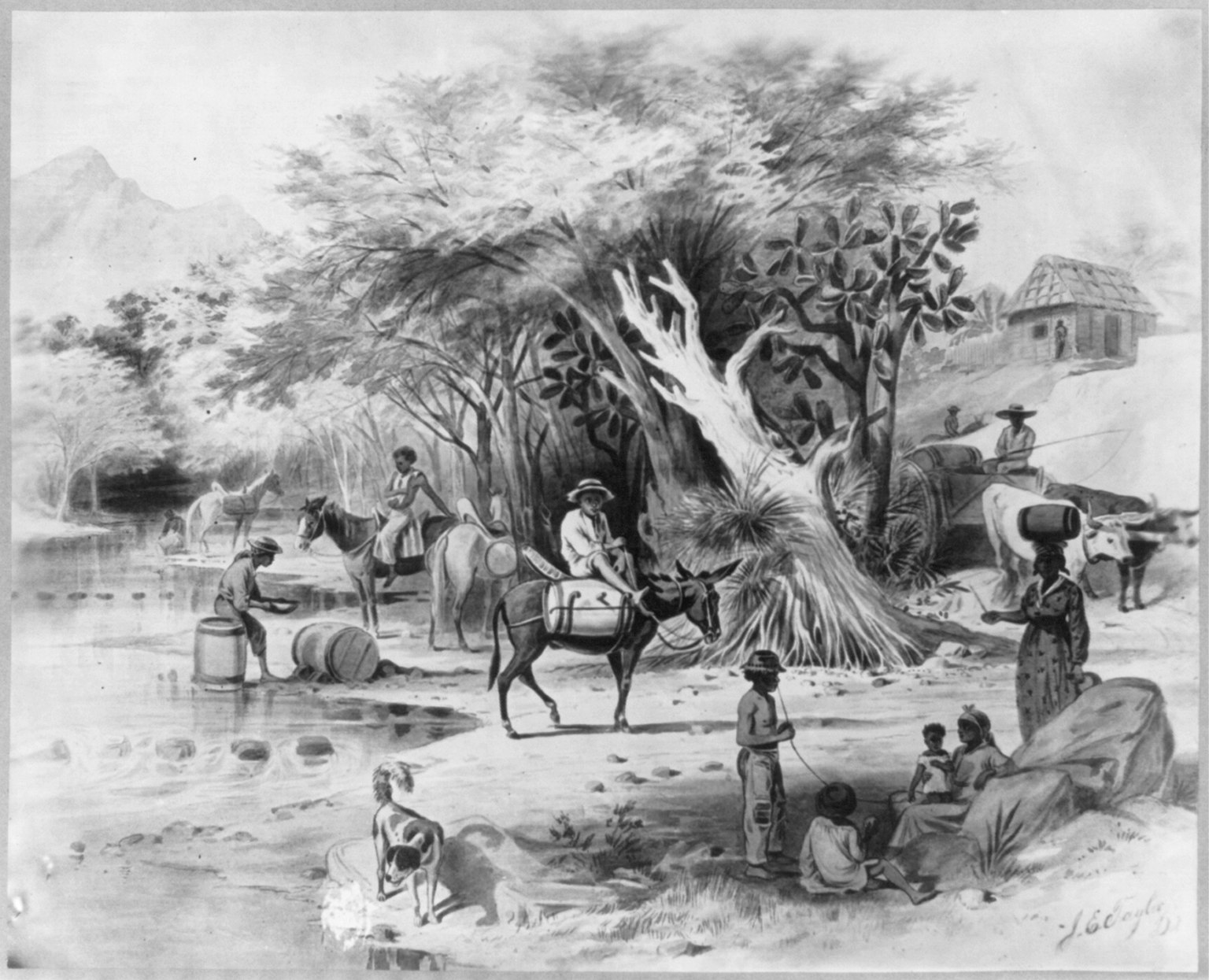
Ilustración de lugareños obteniendo agua del río Vía, situado a 5-6 kilómetros al sureste de Azua, para satisfacer sus necesidades diarias (1871).

Así avanzaba, paso a paso, la campaña de Soulouque: con promesas de paz en una mano y el sable desenvainado en la otra.

### Todos los caminos llevan a Azua
El 21 de marzo de 1849 llegó a Santo Domingo la alarmante noticia de que Las Matas había caído en manos haitianas. El temor se propagó con rapidez, y el gobierno dominicano hizo un llamado urgente a la población para que empuñara las armas en defensa de la República.
Desde la capital, el cónsul francés Victor Place informó a su canciller en París, Édouard Drouyn de Lhuys, con un juicio sombrío: «Desgraciadamente, este gobierno, que reemplazó al de Santana el pasado mes de agosto, es débil, mal aconsejado y, sobre todo, no goza de la confianza ni del ejército ni de la población».
En términos igualmente críticos, el comerciante británico Teodoro Heneken, entonces miembro del Tribunado, describió al presidente Manuel Jimenes como un hombre «sin energía ni talento para superar las dificultades en tiempos de peligro».
En medio de la crisis, todas las miradas se dirigieron hacia el general Santana, entonces residente en la ciudad del Seybo. Aunque sus adversarios en el gobierno temían su regreso, reconocían que solo él podía detener a los haitianos. Sus partidarios, según Heneken, se habían limitado a esperar el momento oportuno para recuperar influencia, contando con el respaldo de la mayoría de las autoridades locales y del Congreso, cuyo presidente era Buenaventura Báez, senador por la provincia de Azua. Para muchos, las dificultades del momento se debían a la presencia del general Alcántara y a la ausencia de Santana.

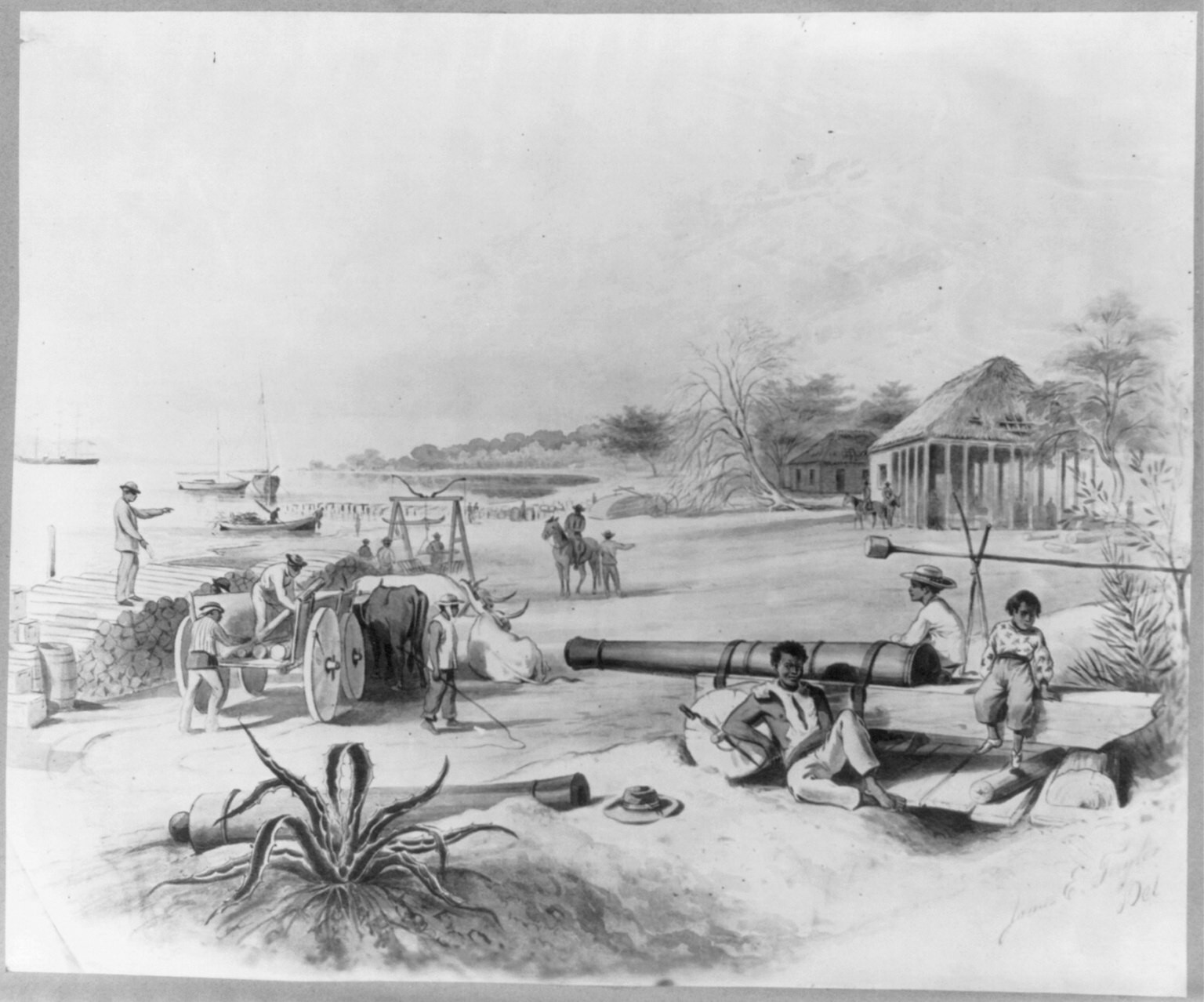
Ilustración de la bahía de Ocoa y el puerto de Azua (1871).

Presionado por sus colaboradores, Jimenes partió hacia la ciudad de Azua el 23 de marzo para asumir el mando de las tropas como comandante en jefe. Al llegar, encontró que la ciudad estaba bien preparada para la defensa: desde noviembre se habían acumulado víveres para tres meses de asedio, y se contaba con cuatro fortificaciones —Resolí, San José, Los Cacheos y La Vigía— equipadas con más de una docena de cañones y abundante artillería. En la bahía de Ocoa operaba la flotilla nacional, integrada por la fragata Cibao, el bergantín 27 de Febrero, y las goletas General Santana, Merced y Constitución. La guarnición sumaba unos 7 000 hombres provenientes de Las Matas, Azua, Santo Domingo, San Juan, Baní y El Seybo.
La plaza de Azua tenía, además, un valor simbólico, pues allí Santana, como jefe del Ejército del Sur, obtuvo la primera gran victoria dominicana al derrotar al presidente haitiano Charles Rivière-Hérard en la batalla del 19 de marzo.
Sobre la defensa de Azua recayó el problema de la desunión de los mandos. Los generales Alcántara, Mella, Antonio Duvergé, Remigio del Castillo y Juan Pablo Contreras mantenían fuertes rivalidades personales. Duvergé, tras la caída de Las Matas, perdió autoridad, y Jimenes no pudo suplirlo.
El 30 de marzo, Mella y Alcántara se retiraron del río Jura con apenas 90 hombres, hostigados por la vanguardia haitiana. Ante esto, Jimenes reorganizó la defensa: el coronel Feliciano Martínez fue asignado al Fuerte San José; el teniente coronel Emilio Palmatier a la Loma de Los Cacheos; el general Juan Pablo Contreras a la Loma del Fuerte Resolí, como comandante de armas de la plaza; el teniente coronel Santiago Basora, con el batallón Africano (compañías de Monte Grande), al Salado de los Mochos; y el coronel Wenceslao Guerrero, con la Guardia Cívica, en Higüerito.
Siguiendo el consejo de Báez, se envió una fuerza de 1 000 hombres al mando del teniente coronel Juan Batista, jefe del batallón Azuano, a Arroyo Salado. Esta fuerza contaba con el respaldo de una reserva de 300 hombres de la villa de San Cristóbal, dirigidos por el teniente coronel Juan María Albert. En caso de derrota, debían replegarse al paraje de Los Conucos y hostigar al enemigo mediante guerrillas, privándolo de agua.
No obstante, la indisciplina no tardó en aparecer. Al día siguiente de salir, Juan Batista regresó alegando que la fuerza haitiana era demasiado numerosa y que no valía la pena sacrificar hombres inútilmente. Aunque Jimenes quiso someterlo a juicio, presiones políticas lo impidieron, y se le ordenó volver a su puesto.
Cuando los haitianos se acercaron, Batista abandonó nuevamente Los Conucos y se replegó en desorden hacia Azua, arrastrando en su retirada a las tropas de San Cristóbal que iban a reforzarlo.
A este episodio se sumó la actitud de Juan Pablo Contreras, quien, alegando que Duvergé había cambiado la posición de la artillería sin consultarlo, renunció a la comandancia de armas de la plaza y se encerró en el Fuerte Resolí, actuando por su cuenta y desobedeciendo órdenes.
Esto provocó desconfianza entre los oficiales, que comenzaron a mirar con recelo a su propia cadena de mando. El general Mella, a pesar de encontrarse enfermo, asumió la comandancia de armas de Azua.
La situación se volvió crítica. El 2 de abril de 1849, Lunes Santo, Jimenes regresó a la capital y dejó la defensa en manos de Duvergé. Se dijo que su decisión se debía a restricciones constitucionales: el artículo 106 de la Constitución de 1844 establecía que el presidente era comandante en jefe de las Fuerzas Armadas, pero solo podía dirigirlas en persona con autorización del Congreso. El artículo 107 reforzaba esta limitación, y aunque el artículo 210 lo hubiese permitido, los partidarios de Jimenes rechazaban incluso su existencia.
Ante el deterioro de la situación militar, el Congreso solicitó la intervención de Pedro Santana, quien se encontraba en El Seybo.

## Cronología del asedio

### 5 de abril de 1849

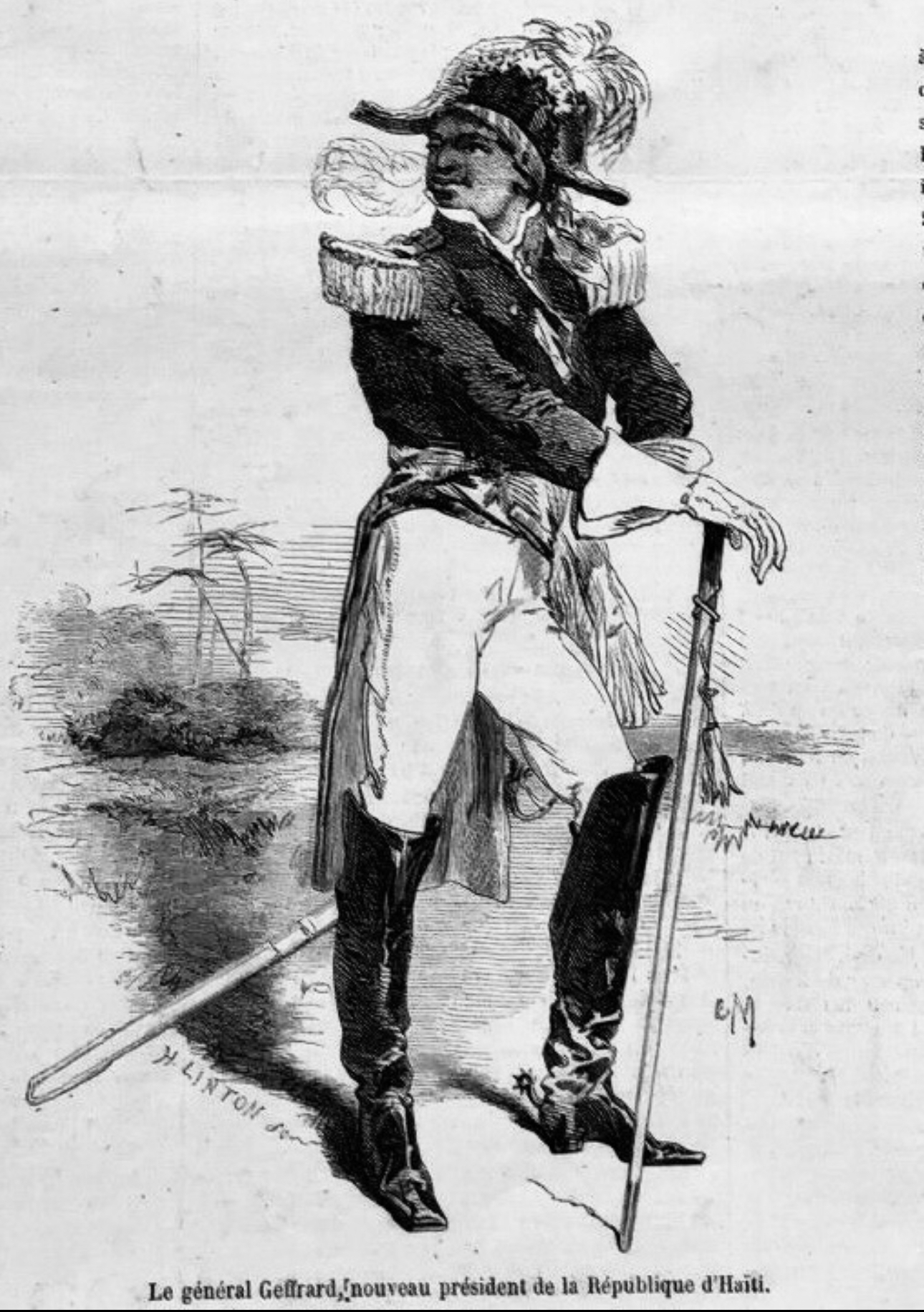
Fabre Geffrard.

Tras desalojar a las fuerzas dominicanas de Los Conucos, el Ejército haitiano —bajo mando directo del presidente Faustino Soulouque— desplegó a sus tropas para cercar la ciudad de Compostela de Azua. Antes de atacar, el general Soulouque inspeccionó cuidadosamente los alrededores de la zona, Soulouque ordenó el ataque el 5 de abril en la mañana. Aquel día era el inicio del Triduo Pascual, Jueves Santo en el calendario litúrgico cristiano.
Desde el oeste, el general Fabre Geffrard lanzó un contundente embate que logró quebrar la primera línea defensiva dominicana. Sin embargo, los sitiados se reagruparon y lanzaron un contraataque que obligó a los haitianos a retroceder. El combate fue particularmente sangriento. Entre las bajas haitianas estuvo un comandante del regimiento 11.º, y el mismo Fabre Geffrard resultó herido en una pierna.
Mientras tanto, otra columna haitiana amenazaba el Fuerte Resolí (noreste de Compostela de Azua), mientras el general Casimir Vincent —aun bajo intenso fuego dominicano— cortaba la ruta hacia Baní (sureste de la plaza). Por su parte, el general Jean François Jeannot se adueñaba de la playa azuana. En medio de este escenario, ocurrió algo muy raro. Los oficiales dominicanos no se coordinaron entre ellos. En vez de seguir una sola estrategia militar dictada por el general Antonio Duvergé (jefe del Ejército del Sur y gobernador militar de la provincia de Azua), cada uno actuó por cuenta propia ante el ataque haitiano.

### 6-7 de abril de 1849
Al amanecer del 6 de abril, Viernes Santo, las tropas dominicanas volvieron a demostrar su temple en un nuevo y difícil vía crucis militar. El teniente coronel guineano Santiago Basora, al mando del batallón Africano; el coronel Eusebio Pereira, con un batallón de San Cristóbal; el capitán Matías de Vargas, al frente de la vanguardia del batallón Azuano; el coronel Wenceslao Guerrero, dirigiendo la Guardia Cívica de Santo Domingo; y el batallón de Higüey, todos se distinguieron por su valentía. La moral de estas fuerzas se sostenía gracias al liderazgo firme de Antonio Duvergé, quien logró contener el avance enemigo en El Barro. También sobresalió el general Valentín Alcántara, siempre dispuesto a ocupar las posiciones más expuestas al peligro.
Esa misma mañana, tras resistir un intenso bombardeo, los dominicanos lanzaron un contraataque contra las trincheras haitianas. La batería de artillería de Resolí, aunque mal calibrada, abrió fuego contra el Cerro de los Cacheos, donde el enemigo se había atrincherado tras desalojar La Cruz.
Por otro flanco, la columna de Jeannot —famosa por avanzar a sangre y fuego— fue detenida por la firme resistencia de las tropas de Neyba en el camino de La Playa.
Ya por la tarde, Duvergé ordenó a Valentín Alcántara asumir el mando de tres guerrillas listas para atacar de inmediato; sin embargo, este no cumplió la orden. El combate se prolongó hasta las tres de la tarde, dejando un alto costo para las fuerzas dominicanas: 32 muertos y 72 heridos.

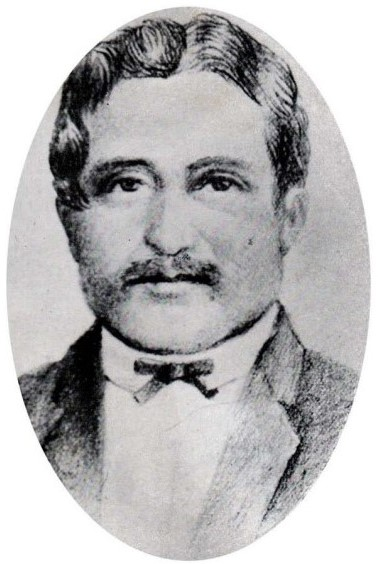
Juan Pablo Contreras, oficial contrario a abandonar Azua.

Ante la gravedad de los hechos, el general Duvergé convocó una junta de guerra, aparentemente a petición de Alcántara, para decidir el siguiente paso. Mientras Duvergé proponía defender la plaza, el general Juan Pablo Contreras abogaba por lanzar un ataque total. En cambio, los generales Ramón Matías Mella y Francisco Sosa sugerían una retirada táctica y reorganizarse en otro frente. Otros, como el general de brigada Bernardino Pérez, consideraban inútil seguir defendiendo la ciudad de Azua.
Según una declaración jurada contemporánea de Juan Pablo Contreras, el general Alcántara fue partidario de evacuar la plaza de Azua; sin embargo, el historiador José Gabriel García sostiene lo contrario.
Finalmente, ya entrada la noche, se acordó evacuar la ciudad en silencio. El teniente coronel Emilio Parmentier inutilizó la artillería para evitar que cayera en manos enemigas.
Al amanecer del 7 de abril, Sábado Santo, el grueso del ejército comenzó a replegarse sin esperar órdenes, dispersándose por las lomas del noreste, mientras los civiles embarcaban. Algunos tomaron el camino a Estebanía; otros, el de El Maniel. El miedo y la confusión provocaron que muchos soldados se dispersaran en pequeños grupos rumbo a sus hogares.
Alcántara fue el primer oficial dominicano en abandonar Azua. A su paso por los distintos destacamentos, ordenaba la retirada, advirtiendo sobre la abrumadora superioridad enemiga. El último oficial en evacuar el Fuerte de La Vigía fue Contreras, quien rescató la bandera dominicana y se aseguró de preservarla antes de partir.
Las tropas haitianas, encabezadas por Soulouque, ocuparon Azua sin resistencia. Capturaron once cañones de grueso calibre y una considerable cantidad de municiones.
Al día siguiente, Domingo Santo, Faustino Soulouque difundió una arenga triunfal en la que celebraba la desbandada dominicana tras la batalla del Viernes Santo y anunciaba su intención de marchar hacia Santo Domingo: «Los rebeldes, después del terrible choque del 6, viéndose atacados por doquiera, se desbandaron en el día de ayer; al vernos aproximar, su jefe principal Manuel Jimenes se huyó de esta villa. Nuestras banderas van a adelantarse más: todavía algunos esfuerzos y las veremos cubrir con su sombra los campanarios de Santo Domingo».

## Consecuencias

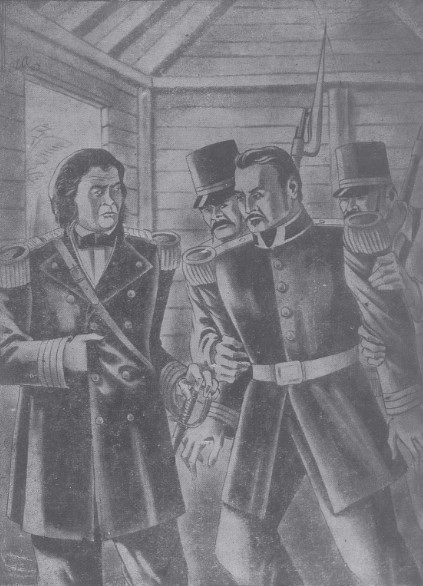
Pedro Santana apresa a Antonio Duvergé en mayo de 1849.

El 8 de abril de 1849, Domingo de Resurrección, el presidente haitiano Faustino Soulouque instaló su cuartel general en la ciudad de Compostela de Azua y recibió refuerzos desde Puerto Príncipe. Sin embargo, perder ocho días dentro de la plaza les hizo agotar las provisiones y debilitó sus tropas.
A pesar de ello, los habitantes del sur —de Compostela de Azua, Neyba, Barahona y otros pueblos cercanos— no cesaron por completo en la resistencia. Muchos se refugiaron en los alrededores de la ciudad de Azua, lo que facilitó a los generales Antonio Duvergé, Juan Pablo Contreras, Francisco Sosa, y a los coroneles Francisco Domínguez y Feliciano Martínez reorganizar fuerzas importantes.
Con fuerzas renovadas, se trazó una línea defensiva que comenzaba en la costa y avanzaba hacia la Cordillera Central, vigilando de cerca cada movimiento haitiano. El general Antonio Duvergé concentró soldados en los montes de El Número, ubicados al este de la ciudad de Azua, y utilizó el río Ocoa —que corre de norte a sur desde Las Carreras y Sabana Buey hasta la bahía de Ocoa— como eje de esa posición. Desde allí, bloqueó las rutas a Baní y detuvo el avance haitiano.
Cuando el general Soulouque intentó avanzar por Playa Grande, frente a la bahía de Ocoa, se topó con la escuadra dominicana, compuesta por la fragata Cibao, al mando del almirante Juan Bautista Cambiaso, jefe de la Marina; el bergantín 27 de Febrero, del almirante Juan Alejandro Acosta; la goleta General Santana, del comandante Simeón Vicioso; y la goleta Constitución, del capitán Ramón Gonzales. La flota bloqueó el puerto de Tortuguero y dificultó aún más el abastecimiento haitiano. El bloqueo naval provocó una escasez crítica de alimentos y agua, lo que generó brotes de disentería en las tropas de Soulouque.
La noticia del desastre de la plaza de Azua constituyó un duro golpe para el gobierno dominicano. Mujeres y niños provenientes de Las Matas de Farfán, San Juan, Azua, Baní y San Cristóbal huyeron en desbandada a Santo Domingo. Todas las casas de la capital se hallaban abarrotadas, y los militares huidos llegaron sin provisiones para alimentarse, provocando una escasez de comida en la ciudad. Del campo llegaba muy poco, pues la mayoría de los agricultores servía en las tropas. El cónsul francés Victor Place, que había reunido provisiones, terminó distribuyéndolas ante la grave necesidad.
El general Pedro Santana llegó a la capital en el preciso momento en que se conocía la noticia de la victoria haitiana en Azua. Al inicio, el presidente Manuel Jimenes no deseaba que Pedro Santana interviniera en la guerra; sin embargo, la amenaza inminente lo hizo cambiar de parecer y lo envió a la frontera, aunque en aquel lugar no había tropas. El 9 de abril de 1849, Lunes de Pascua, el ministro de Guerra y Marina, Román Franco Bidó, ordenó a Santana ponerse a las órdenes de Antonio Duvergé.
De inmediato se buscó a quién responsabilizar por el desastre. Jimenes diagnosticó que el desastre militar se debió a la falta de castigo oportuno a la insubordinación de ciertos oficiales, y dispuso que el teniente coronel Juan Bautista, jefe del batallón de Azua, así como el general Valentín Alcántara fueran sometidos a juicio militar. 
La idea de someter a Valentín Alcántara vino del propio general Santana, quien lo señaló de connivencia culpable con Haití; el oficial fue apresado sin demora.
Después de la batalla de Las Carreras —tras la cual Azua fue incendiada por Soulouque el 24 de abril— y en vísperas del pronunciamiento de 1849, Santana solicitó la apertura de un proceso contra los generales Duvergé y Valentín Alcántara, acusándolos de negligencia que, según él, había ocasionado el desastre de los primeros días de la invasión.
Con la abdicación de Jimenes, el 29 de mayo de 1849, tanto el presidente depuesto como Valentín Alcántara, general prófugo de la justicia militar, abandonaron el país. Más tarde, ambos prestarían juramento y servicio a Haití, siendo distinguidos como nobles del Imperio haitiano.
En cuanto a Duvergé, fue sometido a juicio y eximido de cargos de responsabilidad; sin embargo, se decidió confinarlo en la provincia del Seybo.